# Хенриета Луиза фон Липе-Вайсенфелд
Хенриета Луиза Вилхелмина фон Липе-Бистерфелд-Вайсенфелд (на немски: Henriette Luise Wilhelmine fon Lippe-Biesterfeld-Weissenfeld; * 26 юни 1711, Бистерфелд, Люгде; † 29 септември 1752, Барут) от линията Липе-Бистерфелд, е графиня от Липе-Бистерфелд-Вайсенфелд и чрез женитба графиня на Золмс-Барут.

## Биография
Тя е дъщеря на граф Рудолф Фердинанд фон Липе-Бистерфелд (1671 – 1736) и съпругата му графиня Юлиана Луиза фон Куновиц (1671 – 1741), дъщеря на граф Йохан Дитрих фон Куновиц (1624 – 1700) и графиня Доротея фон Липе-Браке (1633 – 1706).
Хенриета Луиза се омъжва на 11 януари 1730 г. в Бистерфелд за граф Йохан Карл фон Золмс-Барут (* 19 януари 1702; † 3 август 1735), най-възрастният син на граф Йохан Кристиан I фон Золмс-Барут (1670 – 1726) и Хелена Констанция, графиня Хенкел фон Донерсмарк (1677 – 1753). Брат ѝ граф Фридрих Карл Август фон Липе-Бистерфелд (1706 – 1781) се жени на 7 май 1732 г. в Барут за сестрата на нейния съпруг Барбара Елеонора фон Золмс-Барут (1707 – 1744), а брат и ̀ Фердинанд Лудвиг фон Липе-Вайсенфелд (1709 – 1791) се жени през 1736 г. за сестрата на нейния съпруг Ернестина Хенриета фон Золмс-Барут (1712 – 1769).
Йохан Карл фон Золмс-Барут умира на 3 август 1735 г. в Барут, Бранденбург, на 33 години, и е погребан в тамошната църква. Хенриета Луиза умира на 29 септември 1752 г. в Барут на 41 години и е погребана там.

## Деца
Хенриета Луиза и Йохан Карл имат децата:
- Йохана Констанция Луиза (* 1731; † 8 ноември 1735, Барут)
- Карл Рудолф Хайнрих (* 29 май 1732, Барут; † 6 февруари 1733, Барут)
- Йохан Кристиан II (* 29 юни 1733, Барут; † 7 октомври 1800, Кличдорф), граф на Золмс-Барут в Кличдорф, женен I. на 30 януари 1764 г. във Верау за графиня Вилхелмина Луиза фон Липе-Бистерфелд, наследничка на Верау и Кличдорф (1733 – 1766), II. на 10 март 1767 г. в Берлин за графиня Фридерика Ройс-Кьостриц (1748 – 1798)
- Йохана Констанция Луиза (* 29 август 1734, Барут; † 7 октомври 1800)
- Шарлота Хелена (* 20 септември 1735, Барут; † 5 май 1809)